# Spielpark Klein Zwitserland
Koordinaten: 51° 20′ 21″ N, 6° 9′ 50″ O
Der Spielpark Klein Zwitserland (deutsch Kleine Schweiz) ist ein Abenteuerspielpark gelegen in einem Waldstück an der deutsch-niederländischen Grenze in Tegelen/Venlo. Der Spielpark wurde im Juni 1939 offiziell eröffnet, somit ist er einer der ältesten Spielparks und der erste Naturspielwald der Niederlande.
Auf der Gesamtfläche von ca. 30 Hektar belegt der eigentliche Spielpark ca. 20 ha. Der Spielpark Klein Zwitserland ist ein sogenannter Outdoor-Spielpark und ist dementsprechend in den Wintermonaten geschlossen. In der Regel öffnet Klein Zwitserland von März bis Ende Oktober.

## Geschichte

### Der Spielpark Klein Zwitserland entsteht
Der Spielpark Klein Zwitserland wurde am Pfingstmontag im Jahre 1939, durch den damaligen Bürgermeister Pesch in einer ehemaligen Tongrube am Oelespot in einem Waldstück in Tegelen, Venlo eröffnet. Er gehört zu den ältesten Freizeiteinrichtungen und durch die besondere Lage, zum ersten Naturspielwald der Niederlande.
Durch den Börsencrash im Oktober 1929 in New York kommt es zu einer weltweiten Krise, die auch Tegelen hart trifft. In den dreißiger Jahren kommt es zu Massenentlassungen und Tegelen beklagt ca. 600 Arbeitslose unter den knapp 12.000 Einwohnern. Im Zuge von Arbeitsbeschaffungsmaßnahmen fanden viele Arbeitslose eine Tätigkeit beim Aufbau des Spielparks. Die Spielgeräte wurden von freiwilligen aufgestellt.

### Krieg
Im August 1941 geriet der Spielpark Klein Zwitserland unter Beschuss, wodurch die Spielgeräte zerstört wurden und der Park schließen musste. Die Bevölkerung Tegelens wollte ihren Spielpark zurück. Da Eisen eine Mangelware zu der Zeit darstellte, war die Bevölkerung erfinderisch und fand in alten Kraftstoffleitungen der Alliierten ein geeignetes Material für Wippen und Schaukeln. Viele militärische Überbleibsel fanden zu dieser Zeit eine neue Verwendung.
Nach dem Krieg und einer Modernisierung des Spielparks wurde Klein Zwitserland schnell wieder zu einem beliebten Ausflugsziel und konnte Besucherzahlen von 100.000 jährlich verzeichnen. Ende der 1970er Jahre fielen die Besucherzahlen jedoch auf ca. 12.000 und als andere Spielparks investieren und modernisieren konnten, fiel Klein Zwitserland weit zurück.

### Neue Blütezeit
Mitte der achtziger Jahre unterstützt die Gemeinde den Spielpark und möchte ihm zu alten Glanzzeiten verhelfen. Der Ausgangspunkt ist dabei der gleiche wie früher geblieben: aktiv sein und schön im Grünen spielen. Der Park verzichtet bewusst auf mechanisch angetriebene Spielstätten und möchte somit die körperliche Aktivität der Besucher stärken. Grüne Energie! Teile der Spielgerüste sind der Atmosphäre von 1939 nachempfunden, aber mit modernen Sicherheitsstandards kombiniert. Es gibt aber auch moderne Spielgeräte wie z. B. die längste Röhrenrutsche Europas und die „Tarzanswing“, eine Schaukel mit der höchsten Spannweite der Niederlande. In den Sommermonaten bietet der Spielpark Klein Zwitserland neben der Action auf den Spielgeräten auch Zirkus- und Raubvogelvorstellungen. Außerdem bietet das Atelier „Oet de Verf“ Platz für die Kreativität der Besucher.

### Naturspielwald
Im Jahr 2000 wurde der Naturspielwald offiziell eröffnet, hier können die Kinder die Natur erleben wie sie ist, denn hier geht die Natur ihren Lauf. Umgefallene Bäume werden einfach liegen gelassen, damit sich die Tiere darunter verstecken und Nester bauen können. Die Kinder können aus den Baumstämmen und Zweigen eine eigene Baumhütte bauen oder über aufgestapelte Baumstämme klettern. Der Naturspielwald hat den Zweck den Kindern ein Gefühl für die Natur zu vermitteln, fernab der heutigen modernen Freizeitparks mit ihren künstlichen Landschaften.

## Der Spielpark heute
Über 70 Jahre nach seiner Eröffnung bietet der Spielpark Klein Zwitserland immer noch eine Menge an Attraktionen für Kinder von 0 bis 12 Jahren. Einige Attraktionen sind nostalgisch und einige sind moderner. High-Tech wird hier vergebens gesucht, denn die alten Grundsätze werden seit jeher befolgt, nämlich Kindern das Spielen im Grünen in einem natürlichen Umfeld zu ermöglichen.